# Dasjkaŭka
Dasjkaŭka (vitryska: Дашкаўка) är en agropolis i Belarus.   Den ligger i voblasten Mahiljoŭs voblast, i den nordöstra delen av landet, 180 km öster om huvudstaden Minsk. Dasjkaŭka ligger 159 meter över havet och antalet invånare är 1 528.

## Natur och klimat
Terrängen runt Dasjkaŭka är platt. Runt Dasjkaŭka är det ganska tätbefolkat, med 160 invånare per kvadratkilometer.. Närmaste större samhälle är Bujnіtjy, 13,1 km norr om Dasjkaŭka.
I omgivningarna runt Dasjkaŭka växer i huvudsak blandskog.